# Finnkampen 2012
Finnkampen 2012

## Män

### 100 m Män 2012-09-01 Vind:0.7 SWE - FIN 14 - 8
1. Nil de Oliveira 86 SWE 10.36 SB
2. Jonathan Åstrand 85 FIN 10.44 SB
3. Alexander Brorsson 90 SWE 10.51
4. Odain Rose 92 SWE 10.52
5. Eero Haapala	89 FIN 10.58
6. Ville Myllymäki 90 FIN 10.69

### 200 m Män 2012-09-02 Vind:1.1 SWE - FIN 15 - 7
1. Nil de Oliveira 86 SWE 20.65
2. Johan Wissman 82 SWE 20.98
3. Jonathan Åstrand 85 FIN 21.05
4. Benjamin Olsson 91 SWE 21.48
5. Ville Myllymäki 90 FIN 21.64
6. Mats Boman 85 FIN 21.89

### 400 m Män 2012-09-01 SWE - FIN 12 - 9
1. Johan Wissman 82 SWE	47.34
2. Felix Francois 90 SWE 48.03
3. Petteri Monni 90 FIN	48.15
4. Christoffer Envall 91 FIN 48.20
5. Antti Kokkonen 86 FIN 48.49
6. Axel Bergrahm 91 SWE DQ

### 800 m Män 2012-09-02 SWE - FIN 14 - 8
1. Johan Svensson	89 SWE 1:47.92
2. Niclas Sandells 84 FIN 1:48.09 SB
3. Johan Rogestedt 93 SWE 1:48.15
4. Anton Asplund 90 SWE 1:50.13
5. Rami Oravakangas 85 FIN 1:51.40 SB
6. Robert Nummela 94 FIN 1:52.79

### 1500 m Män 2012-09-01 SWE - FIN 12 - 10
1. Niclas Sandells 84 FIN 3:53.10
2. Johan Walldén 87 SWE 3:53.49
3. Johan Hydén 89 SWE 3:54.20
4. Staffan Ek 91 SWE 3:54.31
5. Jonas Hamm 82 FIN 3:55.31
6. Mikael Bergdahl 83 FIN 3:55.47

### 5000 m Män 2012-09-02 SWE - FIN 12 - 10
1. Olle Walleräng	85 SWE 13:58.26
2. Mikael Bergdahl 83 FIN 14:02.18 PB
3. Jarkko Järvenpää 86 FIN 14:06.47 PB
4. Eric Senorski 89 SWE 14:11.00
5. Johan Hydén 89 SWE 14:16.92
6. Tuomas Jokinen 87 FIN 14:22.34

- 2000m 5:35.67 Senorski
- 3000m 8:25.20 Walleräng

### 10000 m Män 2012-09-01 SWE - FIN 16 - 6
1. Mustafa Mohamed 79 SWE 29:47.40
2. Mikael Ekvall 89 SWE 29:51.45
3. Emil Lerdahl 82 SWE 29:52.14 PB
4. Henri Manninen 85 FIN 30:07.43
5. Jussi Utriainen 78 FIN 30:22.56
6. Miika Takala 78 FIN 30:52.84

- 5000m 14:56.77 Mohamed

### 3000 m Hinder Män 2012-09-01 SWE - FIN 13 - 9
1. Eric Senorski 89 SWE 8:46.43
2. Joonas Harjamäki FIN 8:51.10
3. Robin Lindgren	90 SWE 9:00.72
4. Aki Nummela 85 FIN 9:00.95 PB
5. Fredrik Johansson 86 SWE 9:00.97
6. Rami Tuokko 87 FIN 9:31.34

- 1000m 2:52.14 Senorski
- 2000m 5:48.44 Senorski

### 110 m Häck Män 2012-09-02 Vind:-0.4 SWE - FIN 12 - 10
1. Jussi Kanervo 93 FIN 14.08
2. Alexander Brorsson 90 SWE 14.14
3. Marvin Tay 90 SWE 14.21
4. Amir Shaker 89 SWE 14.21 SB
5. Joona-Ville Heinä 89 FIN 14.22
6. Antti Korkealaakso 84 FIN 14.30

### 400 m Häck Män 2012-09-02 SWE - FIN 8 - 14
1. Oskari Mörö 93 FIN 51.18
2. Petter Olson 91 SWE 51.27 PB
3. Gustav Klingstedt 85 FIN 51.67 PB
4. Panu Pasanen 87 FIN 52.02 PB
5. Erik Lindahl 90 SWE 53.37
6. Niklas Larsson 85 SWE 53.63

### Höjd Män 2012-09-01 SWE - FIN 12 - 10
1. Jakob Thorvaldsson 88 SWE 2.19 PB
2. Osku Torro 79 FIN 2.17
3. Jussi Viita 85 FIN 2.15
4. Mehdi Alkhatib 87 SWE 2.13
5. Philip Frifelt Lundqvist 89 SWE 2.05
6. Richard Östman 92 FIN 2.05

- Richard Östman
- Philip Frifelt Lundqvist
- Jussi Viita
- Mehdi Alkhatib
- Osku Torro
- Jakob Thorvaldsson

### Stav Män 2012-09-0 SWE - FIN 10 - 12
1. Eemeli Salomäki	87 FIN 5.53
2. Alhaji Jeng 81 SWE 5.53
3. Melker Svärd Jacobsson 94 SWE 5.48 PB
4. Olli Rannikko 84 FIN 5.38 PB
5. Jarno Kivioja 82 FIN 5.22
6. Simon Assarsson 91 SWE 5.08 PB

Simon Assarsson Jarno Kivioja
Melker Svärd Jacobsson Olli Rannikko
Alhaji Jeng Eemeli Salomäki

### Längd Män 2012-09-01 SWE - FIN 10 - 12
1. Michel Tornéus 86 SWE 8.14
2. Tommi Evilä 80 FIN 7.91
3. Roni Ollikainen 90 FIN 7.90
4. Eero Haapala 89 FIN 7.76
5. Alexander Wittlock 91 SWE 7.66
6. Andreas Otterling 86 SWE 7.22

- Tommi Evilä 7.61 (1.7) X (1.2) 7.51 (-0.1) 7.91 (3.9) 7.79 (2.5) 7.84 (1.9)
- Alexander Wittlock 7.08 (0.3) 7.66 (2.9) 5.68 (1.2) 7.12 (-0.7) 7.36 (-1.1) 7.57 (1.0)
- Eero Haapala X (0.3) X (2.1) 7.76 (1.2) 5.63 (1.7) 7.46 (1.0) -
- Andreas Otterling X (2.0) X (3.3) 7.22 (0.2) X (0.5) X (3.0) X (2.7)
- Roni Ollikainen 7.55 (1.5) 7.47 (-1.5) X (3.4) 7.74 (-0.3) 7.90 (2.0) 7.85 (0.5)
- Michel Tornéus 7.82 (-1.4) X (2.7) X (1.4) X (1.7) X (3.2) 8.14 (2.6)

### Tresteg Män 2012-09-02 SWE - FIN 9 - 13
1. Aleksi Tammentie 86 FIN 16.46
2. Kristian Pulli 94 FIN 15.46
3. Moteba Mohamed 90 SWE 15.29
4. Daniel Lennartsson 88 SWE 15.26
5. Anton Andersson 81 SWE 15.19
6. Oskar Niva 96 FIN 14.31

- Daniel Lennartsson 14.75 (1.3) 15.24 (1.2) 15.26 (2.4) 15.15 (2.7) 15.23 (2.4) 15.13 (0.0)
- Oskar Niva 13.96 (0.6) X (0.5) 14.27 (0.6) 14.17 (1.5) 14.31 (1.0) 14.31 (1.4)
- Moteba Mohamed X (3.0) 15.18 (-1.5) 15.29 (-0.6) 13.93 (-0.6) X (2.4) 14.83 (-0.9)
- Kristian Pulli 15.24 (1.3) X (4.4) 15.22 (1.7) X (1.5) X (1.9) 15.46 (2.2)
- Anton Andersson X (1.8) 14.05 (0.5) X (1.2) 14.90 (-0.5) 15.19 (1.6) X (0.9)
- Aleksi Tammentie 16.46 (2.5) X (2.0) X (-1.6) 16.24 (0.2) X (-1.4) 16.23 (0.7)

### Kula Män 2012-09-01 SWE - FIN 14 - 8
1. Niklas Arrhenius 82 SWE 18.68
2. Leif Arrhenius 86 SWE 18.66
3. Robert Häggblom 82 FIN 18.32
4. Tomas Söderlund 89 FIN 18.10
5. Daniel Ståhl 92 SWE 17.75
6. Henri Pakisjärvi 89 FIN 17.46

- Henri Pakisjärvi X 17.11 X 17.32 X 17.46
- Daniel Ståhl 17.50 X X X 17.75 17.45
- Robert Häggblom 18.24 17.98 18.32 X X 18.25
- Niklas Arrhenius 18.14 17.67 18.68 18.19 18.48 X
- Tomas Söderlund 17.62 18.10 X 18.08 X 17.94
- Leif Arrhenius X 18.16 18.48 18.49 18.66 18.31

### Diskus Män 2012-09-02 SWE - FIN 13 - 9
1. Niklas Arrhenius 82 SWE 59.71
2. Mikko Kyyrö 80 FIN 59.31
3. Daniel Ståhl 92 SWE 59.29
4. Jouni Walden 82 FIN 58.35
5. Leif Arrhenius 86 SWE 57.39
6. Jouni Helppikangas 71 FIN 55.67

- Leif Arrhenius 57.39 X X X 57.25 X
- Jouni Helppikangas 50.33 52.98 52.49 53.43 53.16 55.67
- Daniel Ståhl 58.86 59.29 X 55.24 X 55.22
- Jouni Walden 55.94 58.35 X X X 56.50
- Niklas Arrhenius 55.18 56.70 59.71 55.83 55.16 59.55
- Mikko Kyyrö 58.06 58.63 56.93 59.31 57.82 X

### Slägga Män 2012-09-01 SWE - FIN 8 - 14
1. Olli-Pekka Karjalainen 80 FIN 72.72
2. Mattias Jons 82 SWE 72.17
3. David Söderberg 79 FIN 71.74
4. Tuomas Seppänen 86 FIN 70.98
5. Stefan Kvist 87 SWE 66.56
6. Oscar Vestlund 93 SWE 59.68

- Tuomas Seppänen 69.36 70.98 X X 70.98 70.29
- Oscar Vestlund	X X 59.20 58.97 59.68 X
- David Söderberg 71.74 X X X 70.34 X
- Stefan Kvist 64.74 66.56 64.42 66.12 66.04 64.95
- Olli-Pekka Karjalainen 72.09 72.72 X 71.70 71.49 72.47
- Mattias Jons 68.57 X 72.17 70.37 X 71.96

### Spjut Män 2012-09-02 SWE - FIN 6 - 16
1. Tero Pitkämäki 82 FIN 86.86
2. Antti Ruuskanen 84 FIN 85.67
3. Ari Mannio 87 FIN 81.28
4. Kim Amb 90 SWE 80.97
5. Daniel Ragnvaldssonn 76 SWE 72.13
6. Jonas Lohse 87 SWE 72.04

- Jonas Lohse 62.14 66.75 72.04 - 63.33 -
- Ari Mannio 78.11 76.67 76.80 X X 81.28
- Daniel Ragnvaldsson 70.97 72.13 X X X 70.61
- Tero Pitkämäki X 83.16 86.86 85.42 - -
- Kim Amb 79.18 78.40 79.01 73.91 80.97 X
- Antti Ruuskanen 85.28 85.67 85.04 79.08 - 84.08

### 4x100 m Män 2012-09-01 SWE - FIN 5 -
- 1 Sverige SWE 39.64
- Alexander Brorsson 90
- Nil de Oliveira 86
- Benjamin Olsson 91
- Odain Rose 92
- 2Finland FIN DQ
- Joona-Ville Heinä 89
- Ville Myllymäki 90
- Jonathan Åstrand 85
- Eetu Rantala 93

### 4x400 m Män 2012-09-02 SWE - FIN 5 - 2
- 1 Sverige SWE 3:11.48
- Felix Francois 90
- Axel Bergrahm 91
- Nil de Oliveira 86
- Johan Wissman 82
- 2 Finland FIN 3:12.15
- Petteri Monni 90
- Jani Koskela 93
- Ville Lampinen 94
- Christoffer Envall 91

### Slutställning
Poäng Män Antal grenar 20 / 20
1. Män Sverige 220
2. Män Finland 187

## Kvinnor

### 100 m Kvinnor 2012-09-01 Vind:-0.7 SWE - FIN 7 - 15
1. Hanna-Maari Latvala 87 FIN 11.60
2. Nooralotta Neziri 92 FIN 11.66 PB
3. Moa Hjelmer 90 SWE 11.74
4. Maria Räsänen 92 FIN 11.82
5. Julia Skugge 88 SWE 11.87
6. Freja Jernstig 92 SWE 12.07

### 200 m Kvinnor 2012-09-02 Vind:-0.6 SWE - FIN 10 - 12
1. Hanna-Maari Latvala 87 FIN 23.51
2. Moa Hjelmer 90 SWE 23.52
3. Ella Räsänen 94 FIN 23.96
4. Pernilla Nilsson 92 SWE 24.00 PB
5. Angelica Karlsson 93 SWE 24.09 PB
6. Maria Räsänen 92 FIN 24.44

### 400 m Kvinnor 2012-09-01 SWE - FIN 14 - 8
1. Moa Hjelmer 90 SWE 53.22
2. Ella Räsänen 94 FIN 53.89
3. Josefin Magnusson 89 SWE 54.43
4. Lisa Duffy 93 SWE 55.30
5. Aino Paunonen 92 FIN 55.73
6. Sanna Aaltonen FIN 55.92

### 800 m Kvinnor 2012-09-01 SWE - FIN 12 - 10
1. Lovisa Lindh 91 SWE 2:08.24
2. Karin Storbacka 87 FIN 2:08.35
3. Viktoria Tegenfeldt 87 SWE 2:08.91
4. Heidi Marttinen 90 FIN 2:09.44
5. Suvi Selvenius 80 FIN 2:10.26
6. Lisa Forsberg 89 SWE 2:12.48

### 1500 m Kvinnor 2012-09-02 SWE - FIN 10 - 12
1. Karin Storbacka 87 FIN 4:17.21
2. Viktoria Tegenfeldt 87 SWE 4:18.98
3. Lovisa Lindh 91 SWE 4:19.57 PB
4. Kaisa Tyni 90 FIN 4:20.80
5. Suvi Selvenius 80 FIN 4:21.24 SB
6. Charlotte Schönbeck 84 SWE 4:22.50

### 5000 m Kvinnor 2012-09-01 SWE - FIN 6 - 16
1. Johanna Lehtinen 79 FIN 16:50.09
2. Sandra Eriksson 89 FIN 16:56.89
3. Oona Kettunen 94 FIN 17:01.83
4. Madeleine Larsson 81 SWE 17:07.74
5. Hanna Bartholomew 83 SWE 17:10.32
6. Elin Borglund 91 SWE 17:15.21

- 3000m 10:41.84 Lehtinen

### 10000 m Kvinnor 2012-09-02 SWE - FIN 8 - 14
1. Sandra Eriksson 89 FIN 34:12.20
2. Isabellah Andersson 80 SWE 34:16.88
3. Laura Markovaara 73 FIN 34:20.86
4. Katarina Skräddar 84 FIN 35:01.39
5. Malin Liljestedt 80 SWE 35:03.42
6. Cecilia Kleist 82 SWE 35:07.85

- 3000m 10:47.88 Andersson

5000m 17:38.80 Markovaara

### 3000 m Hinder Kvinnor 2012-09-02 SWE - FIN 8 - 14
1. Johanna Lehtinen 79 FIN 10:01.48
2. Oona Kettunen 94 FIN 10:05.68
3. Maria Borglund 91 SWE 10:14.47 PB
4. Charlotta Fougberg 85 SWE 10:22.03 SB
5. Mira Tuominen 81 FIN 10:39.84
6. Lena Örn 88 SWE 10:49.71

### 100 m Häck Kvinnor 2012-09-01 Vind:0.0 SWE - FIN 6 - 16
1. Nooralotta Neziri 92 FIN 13.14
2. Elisa Leinonen 87 FIN 13.33
3. Matilda Bogdanoff 90 FIN 13.36 PB
4. Caroline Lundahl 91 SWE 13.39 PB
5. Ellinore Hallin 87 SWE 13.55 PB
6. Malin Eriksson 91 SWE 14.13

### 400 m Häck Kvinnor 2012-09-02 SWE - FIN 10 - 12
1. Frida Persson 89 SWE 57.93
2. Ilona Punkkinen 82 FIN 57.98 SB
3. Anniina Laitinen 89 FIN 58.42
4. Venla Paunonen 90 FIN 58.77
5. Sara Bley 91 SWE 60.43
6. Evelin Hindrikes 91 SWE 61.69

### Höjd Kvinnor 2012-09-02 SWE - FIN 12 - 10
1. Elina Smolander 89 FIN 1.83
2. My Nordström 90 SWE 1.80
3. Sofie Skoog 90 SWE 1.80 PB
4. Victoria Dronsfield 91 SWE 1.80
5. Laura Rautanen 88 FIN 1.77
6. Linda Sandblom 89 FIN 1.73

- Sofie Skoog
- Linda Sandblom
- My Nordström
- Laura Rautanen
- Victoria Dronsfield
- Elina Smolander

### Stav Kvinnor 2012-09-01 SWE - FIN 14 - 8
1. Angelica Bengtsson 93 SWE 4.46 MR
2. Minna Nikkanen 88 FIN 4.22
3. Fanny Berglund 88 SWE 4.16 PB
4. Malin Dahlström 89 SWE 4.08
5. Erica Hjerpe 93 FIN 3.88
6. Jatta Salmela 92 FIN 3.76

- Erica Hjerpe
- Fanny Berglund
- Jatta Salmela
- Malin Dahlström
- Minna Nikkanen
- Angelica Bengtsson

### Längd Kvinnor 2012-09-02 SWE - FIN 15 - 7
1. Erica Jarder 86 SWE 6.41
2. Nadja Casadei 83 SWE 6.33 PB
3. Jaana Sieviläinen 82 FIN 6.25 PB
4. Jessica Samuelsson 85 SWE 6.13
5. Elina Torro 86 FIN 6.03
6. Matilda Bogdanoff 90 FIN 5.86

- Jessica Samuelsson 6.13 (0.5) 5.88 (1.4) - - - -
- Elina Torro X (2.3) X (0.0) X (2.3) 6.03 (-0.2) X (1.2) 5.96 (1.9)
- Nadja Casadei 6.06 (1.5) 6.33 (-0.2) 6.18 (1.2) 5.88 (0.7) 5.88 (1.6) 6.11 (0.6)
- Matilda Bogdanoff X (1.9) X (1.7) X (1.2) 5.80 (1.7) 5.86 (1.7) X (0.1)
- Erica Jarder 6.32 (2.3) X (2.0) 6.41 (2.8) 2.52 (-0.7) 6.13 (0.3) X (1.2)
- Jaana Sieviläinen 6.25 (1.8) 6.19 (2.8) 5.94 (0.4) 5.95 (1.0) 5.91 (0.1) 6.07 (1.0)

### Tresteg Kvinnor 2012-09-01 SWE - FIN 6 - 16
1. Sanna Nygård 88 FIN 13.31 PB
2. Elina Torro 86 FIN 13.16
3. Kristiina Mäkelä 92 FIN 13.01
4. Ebba Jungmark 87 SWE 12.80
5. Angelica Ström 81 SWE 12.78
6. Rebecka Abrahamsson 94 SWE 12.60

- Sanna Nygård 13.05 (1.7) 13.31 (1.1) 11.63 (1.4) 13.18 (3.9) 13.26 (1.8) 13.29 (1.2)
- Rebecka Abrahamsson X (1.7) 12.60 (0.4) 12.33 (0.2) X (2.1) 12.37 (1.8) X (2.0)
- Kristiina Mäkelä 12.89 (3.4) X (-0.6) X (2.7) 13.01 (0.8) 12.93 (1.5) 13.00 (2.2)
- Ebba Jungmark 12.56 (2.5) 12.80 (2.5) 12.70 (1.9) 12.45 (2.8) 12.37 (1.9) 12.74 (2.8)
- Elina Torro 13.16 (1.5) X (-0.1) X (1.4) 12.87 (0.5) X (0.7) 12.72 (1.6)
- Angelica Ström	12.34 (1.5) 12.78 (1.0) X (2.6) 11.37 (-0.8) 12.67 (1.2) X (1.4)

### Kula Kvinnor 2012-09-02 SWE - FIN 13 - 9
1. Helena Engman 76 SWE 16.86
2. Catarina Andersson 77 SWE 15.70
3. Katri Hirvonen 90 FIN 15.11 PB
4. Suvi Helin 85 FIN 15.10
5. Niina Kelo 80 FIN 14.49
6. Carolina Hjelt 76 SWE 14.13

- Carolina Hjelt 13.37 13.14 14.13 X 13.93 14.09
- Katri Hirvonen 13.65 13.95 13.77 14.12 X 15.11
- Catarina Andersson 14.23 X 14.62 15.70 15.69 X
- Niina Kelo 13.22 13.85 13.71 14.49 14.31 14.28
- Helena Engman 15.76 16.86 X 16.19 X 16.33
- Suvi Helin 14.75 X X 15.10 X X

### Diskus Kvinnor 2012-09-01 SWE - FIN 6 - 16
1. Sanna Kämäräinen 82 FIN 56.59
2. Katri Hirvonen 90 FIN 54.27
3. Tanja Komulainen 80 FIN 53.05
4. Anna Söderberg 73 SWE 52.30
5. Anna Wikström 87 SWE 52.16 PB
6. Heidi Schmidt 93 SWE 51.05

- Katri Hirvonen X 54.27 51.52 51.97 X X
- Anna Wikström 49.90 47.53 52.16 49.10 X 43.90
- Sanna Kämäräinen 54.25 56.59 54.43 54.92 X 55.43
- Heidi Schmidt 47.69 48.78 43.73 X 51.05 50.72
- Tanja Komulainen X 50.95 X 51.06 53.05 52.09
- Anna Söderberg 49.78 X 47.72 51.82 X 52.30

### Slägga Kvinnor 2012-09-02 SWE - FIN 13 - 9
1. Tracey Andersson 84 SWE 70.21 MR
2. Merja Korpela 81 FIN 67.18
3. Karolina Pedersen 87 SWE 64.43
4. Sini Latvala 80 FIN 63.79 SB
5. Eleni Larsson 93 SWE 63.50
6. Johanna Salmela 90 FIN 63.05

- Eleni Larsson	62.11	62.19	63.50	61.99	X	61.48
- Sini Latvala	63.30	57.86	63.79	63.76	61.48	62.91
- Karolina Pedersen	63.21	63.43	63.42	64.43	X	63.50
- Johanna Salmela	62.39	X	X	63.05	60.86	61.32
- Tracey Andersson	67.91	67.82	67.38	68.12	69.07	70.21
- Merja Korpela	65.27	67.18	65.04	66.80	65.46	X

### Spjut Kvinnor 2012-09-01 SWE - FIN 10 - 12
1. Sofi Flinck 95 SWE 56.87
2. Oona Sormunen 89 FIN 56.69
3. Sanni Utriainen 91 FIN 51.57
4. Piia Pyykkinen 91 FIN 49.66
5. Annika Petersson 79 SWE 49.63
6. Matilda Elfgaard 92 SWE 48.70

- Piia Pyykkinen 49.66 46.75 47.94 X X X
- Matilda Elfgaard 46.42 48.70 X 47.47 44.01 47.04
- Sanni Utriainen 51.51 51.57 47.06 50.34 X X
- Annika Petersson 49.63 48.51 X X - X
- Oona Sormunen 56.14 X X 55.41 56.69 X
- Sofi Flinck 56.87 55.57 X 51.85 56.20 53.87

### 4x100 m Kvinnor 2012-09-01 SWE - FIN 2 - 5
- 1 Finland FIN 44.64
- Maria Räsänen 92
- Ella Räsänen 94
- Tiina Leppäkoski 90
- Hanna-Maari Latvala 87
- 2 Sverige SWE 44.92
- Julia Skugge 88
- Moa Hjelmer 90
- Jenny Melin 93
- Pernilla Nilsson 92

### 4x400 m Kvinnor 2012-09-02 SWE - FIN 5 - 2
- 1 Sverige SWE 3:36.29
- Lisa Duffy 93
- Josefin Magnusson 89
- Carolina Klüft 83
- Moa Hjelmer 90
- 2 Finland FIN 3:36.40
- Jenniina Halkoaho 82
- Aino Paunonen 92
- Ella Räsänen 94
- Anniina Laitinen 89

### Slutställning
Poäng Kvinnor Antal grenar 20 / 20
1. Kvinnor Finland 223
2. Kvinnor Sverige 187

## Gångtävlingen

### 10 km Gång Män 2012-09-01 SWE - FIN 7 - 12
1. Jarkko Kinnunen 84 FIN 40:11.83
2. Veli-Matti Partanen 91 FIN 40:29.84 SB
3. Perseus Karlström 90 SWE 40:40.47 PB
4. Ato Ibáñez 85 SWE 42:16.89
5. Andreas Gustafsson 81 SWE DQ
6. Antti Kempas 80 FIN DQ

### 5 km Gång Kvinnor 2012-09-01 SWE - FIN 7 - 15
1. Karoliina Kaasalainen 88 FIN 23:17.93
2. Anne Halkivaha 86 FIN 23:42.34
3. Siw Karlström 57 SWE 23:57.58 SB
4. Henrika Parviainen 97 FIN 25:45.86
5. Ellinor Hogrell 68 SWE 26:08.58 SB
6. Monica Månsson-Martinsson 71 SWE 26:19.45 SB

### Gång Poäng Män Antal grenar 1 / 1
1. Män Finland 12
2. Män Sverige 7

### Gång Poäng Kvinnor Antal grenar 1 / 1
1. Kvinnor Finland 15
2. Kvinnor Sverige 7